# Junta de Gobierno de Iquique

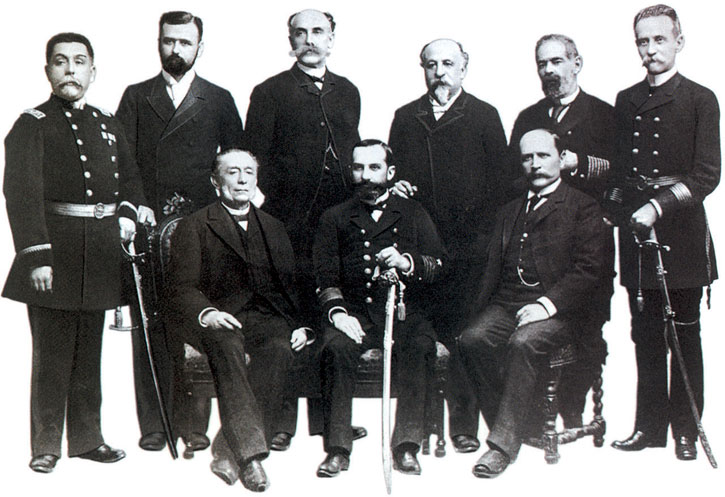
Leden van de Junta de Gobierno met zittend in het midden kapitein Jorge Montt, de voorzitter. Aan zijn linkerhand zit Ramón Barros Luco, voorzitter van de Kamer van Afgevaardigden en aan zijn rechterhand zit Waldo Silva, vicevoorzitter van de Senaat.

De Junta de Gobierno de Iquique (Nederlands: Regerings-junta van Iquique) was de benaming van de Chileense tegenregering die op 13 april 1891 door revolutionairen werd gevormd in de stad Iquique. De Junta ontstond na het uitbreken van een opstand van de marine en de daaruit voortkomende Chileense Burgeroorlog tegen de regering van president José Manuel Balmaceda.

## Oprichting
Een langdurig conflict tussen de president en het parlement (Nationaal Congres) over de wederzijdse grondwettelijke bevoegdheden leidde ertoe dat in januari 1891 een burgeroorlog uitbrak tussen de aanhangers van president Balmaceda en het Congres. Het leger koos grotendeels de zijde van de president, de marine koos de zijde van het parlement. Na de verovering van het noorden van het land door kapitein Jorge Montt en kolonel Emil Körner, de aanvoerders van het leger van het Congres, stelde het parlement op 13 april in de noordelijke stad Iquique een tegenregering samen. Kapitein Montt werd benoemd tot voorzitter van junta; Waldo Silva, vicevoorzitter van de Senaat en Ramón Barros Luco, voorzitter van de Kamer van Afgevaardigden traden toe als diens plaatsvervangers. Daarnaast was er een secretaris, Enrique Valdes. Direct onder het gezag van de junta resulteerde een ministerraad bestaande uit vier ministers. De voornaamste taak van de junta was het aansturen van de militaire operatie om de andere delen van Chili onder controle van de troepen van het parlement te stellen.
Na de Slag bij Placilla (28 augustus), die resulteerde in een verpletterde nederlaag voor het restant van het regeringsleger, lag de weg naar de hoofdstad Santiago open voor de zegevierende troepen van het Congres. Op 29 augustus droeg het regeringsleger in Santiago de macht over aan generaal Manuel Baquedano - de gepensioneerde en alom gerespecteerde Baquedano was tijdens de burgeroorlog neutraal gebleven - die de volgden dag de regering overdroeg aan - de inmiddels tot vice-admiraal gepromoveerde - Montt. Deze laatste werd op 3 september 1891 gekozen tot president van Chili. De junta, inmiddels verplaatst van Iquique naar Santiago, werd op 26 december 1891 vervangen door een reguliere regering.

## Leden

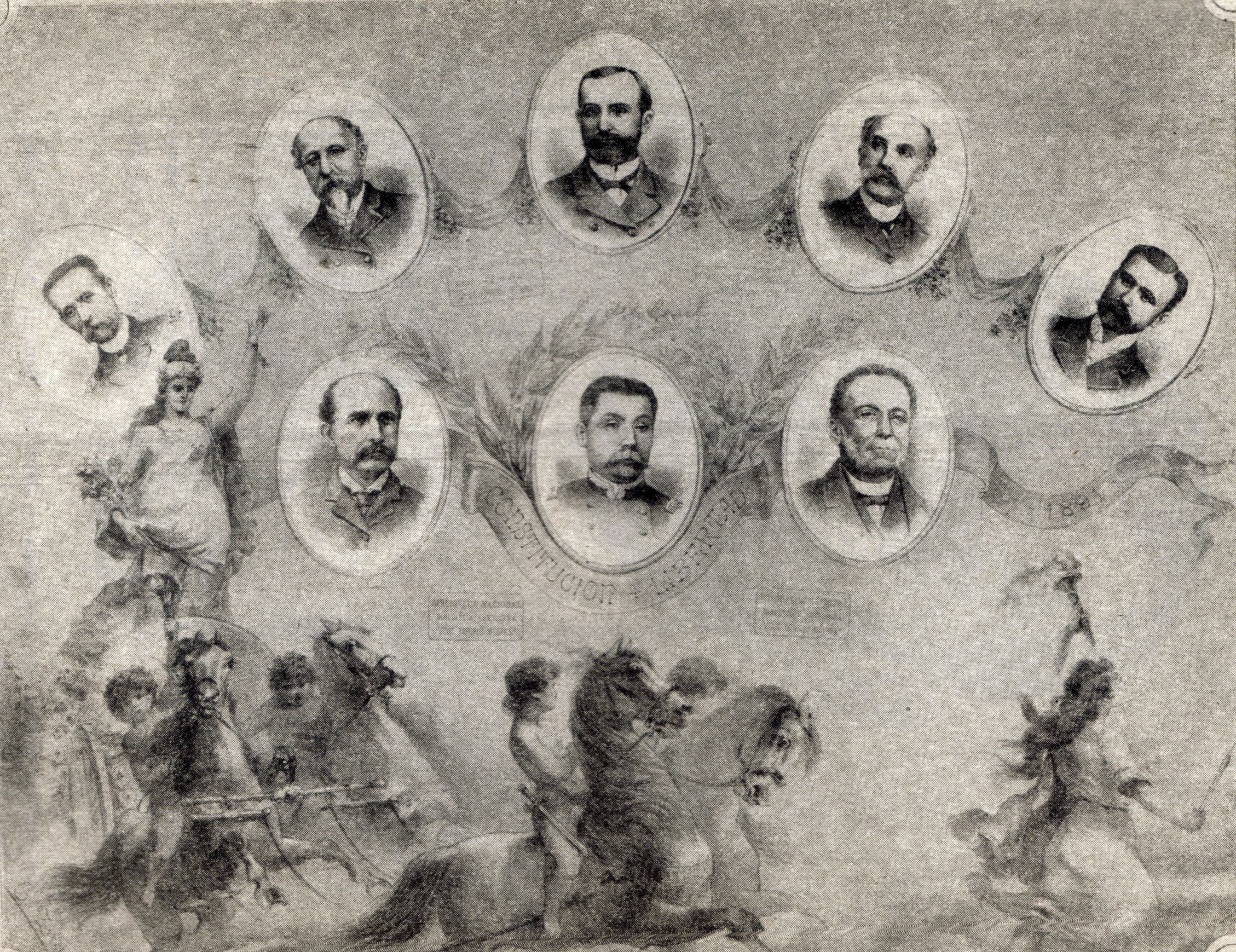
Een allegorische voorstelling van de leden van Junta, incl. de ministers en de secretaris.

| Junta de Gobierno de Iquique 13 april 1891 — 3 september 1891 | Junta de Gobierno de Iquique 13 april 1891 — 3 september 1891 | Junta de Gobierno de Iquique 13 april 1891 — 3 september 1891 |
| Lid                                                           | Functie                                                       | Partij                                                        |
| ------------------------------------------------------------- | ------------------------------------------------------------- | ------------------------------------------------------------- |
| Kapitein-ter-zee Jorge Montt                                  | Voorzitter                                                    | Partijloos                                                    |
| Waldo Silva                                                   | Vice-voorzitter                                               | PN                                                            |
| Ramón Barros Luco                                             | Vice-voorzitter                                               | PL                                                            |
| Enrique Valdes                                                | Secretaris                                                    | Partijloos                                                    |
| Ministers                                                     |                                                               |                                                               |
| Manuel José Irarrázaval                                       | Minister van Binnenlandse Zaken                               | PCon                                                          |
| Joaquín Walker Martínez                                       | Minister van Buitenlandse Zaken                               | PCon                                                          |
| Isidoro Errázuriz                                             | Minister van Justitie en Onderwijs                            | PL                                                            |
| Luitenant-kolonel Adolfo Holley                               | Minister van Oorlog en Marine                                 | Partijloos                                                    |

| Junta de Gobierno de Chile 3 september 1891 — 26 december 1891 | Junta de Gobierno de Chile 3 september 1891 — 26 december 1891 | Junta de Gobierno de Chile 3 september 1891 — 26 december 1891 |
| Lid                                                            | Functie                                                        | Partij                                                         |
| -------------------------------------------------------------- | -------------------------------------------------------------- | -------------------------------------------------------------- |
| Vice-admiraal Jorge Montt                                      | Voorzitter                                                     | Partijloos                                                     |
| Manuel José Irarrázaval                                        | Minister van Binnenlandse Zaken                                | PCon                                                           |
| Manuel Antonio Matta                                           | Minister van Buitenlandse Zaken, Eredienst en Kolonisatie      | PR                                                             |
| Joaquín Walker Martínez                                        | Minister van Financiën                                         | PCon                                                           |
| Isidoro Errázuriz                                              | Minister van Justitie en Onderwijs                             | PL                                                             |
| Generaal Adolfo Holley                                         | Minister van Oorlog en Marine                                  | Partijloos                                                     |
| Augustín Edwards                                               | Minister van Industrie en Openbare Werken                      | PN                                                             |